# Chałupki (Sieradz)
Pour les articles homonymes, voir Chałupki.
Chałupki est une localité polonaise de la gmina et du powiat de Sieradz en voïvodie de Łódź.